# 秩父宮記念山岳賞
秩父宮記念山岳賞（ちちぶのみやきねんさんがくしょう）は、山岳に対する研究や活動で顕著な業績を挙げた団体や個人に対して授与される賞である。

## 概要
山に関して造詣の深かった秩父宮雍仁親王および同妃勢津子を記念して1998年に創設された。優れた登山活動、「山」に関する人文・社会・自然諸科学の研究成果（活動成果を含む）、「山」を対象とした芸術作品に対して、日本山岳会が選考及び受賞を行う。賞状、副賞20万円が授与される。原則として1年度につき1件である。日本山岳会年次晩餐会にて授賞式が行われる。

## 受賞者
- 第1回（平成10年度）：薬師義美「『新版ヒマラヤ文献目録』の作成とヒマラヤ関係の翻訳書の刊行」、三枝礼子「『ネパール語辞典』の編纂」
- 第2回（平成11年度）：該当者なし
- 第3回（平成12年度）：大蔵善福「マッキンリー通年気象観測とそれを通じての若手登山家の育成」
- 第4回（平成13年度）：山本正嘉「登山活動における運動生理学及びトレーニング科学の確立と啓蒙」
- 第5回（平成14年度）：宮森常雄「カラコルム・ヒンズークシュ登山地図の作成」
- 第6回（平成15年度）：中村保「『ヒマラヤの東の踏査』と『外国への日本の登山情報の発信」
- 第7回（平成16年度）：平位剛「アフガニスタン　ワハーン回廊の踏査と研究」
- 平成17年度は審査なし
- 第8回（平成18年度）：山本紀夫（国立民族学博物館）「アンデス・ヒマラヤにおける高地民族の山岳人類学的研究」
- 第9回（平成19年度）：松本徰夫（山口大学）「崗日嘎布（カンリガルポ）山群の踏査と研究」
- 第10回（平成20年度）：川田邦夫（富山大学）・飯田肇・横山宏太郎「大日岳巨大雪庇の形成機構に関する研究」、冬季ローツェ南壁登山隊「冬季ローツェ南壁世界初登攀」
- 第11回（平成21年度）：馬場勝嘉「書籍『ヒマラヤ登山記録集成』（全2巻）の刊行」
- 第12回（平成22年度）：山森欣一（日本ヒマラヤ協会）「人間に焦点を合わせた、ヒマラヤ登山の実態把握と遭難状況（ヒマラヤ＋国内）の調査研究」
- 第13回（平成23年度）：該当者なし
- 第14回（平成24年度）：小泉弘「『装丁山昧』とこれまで出版した山岳書籍デザインの業績」
- 第15回（平成25年度）：飯田肇・福井幸太郎「立山連峰に於ける越年性雪渓研究及び日本人初の現存氷河の発見」、竹内洋岳「日本人初8000ｍ峰14座完全登頂」
- 第16回（平成26年度）：大澤雅彦（雲南大学）「湿潤アジア山岳の垂直分布帯の成立と保全に関する生態学的研究」
- 第17回（平成27年度）：平出和也「世界的な山岳登攀と独自の技法による撮影実績」
- 第18回（平成28年度）：鈴木正崇（慶應義塾大学）「日本の山岳信仰と修験道に関する宗教学的研究」
- 第19回（平成29年度）：該当者無し
- 第20回（平成30年度）：小疇尚「日本の山岳景観に関する研究」
- 第21回（令和元年度）：安間繁樹「熱帯⾬林における⽣物調査と探検」
- 第22回（令和2年度）：該当者なし
- 第23回（令和3年度）：時枝務「⼭岳遺跡の考古学的研究」、⼤森弘⼀郎「⽇本アルプスおよびヒマラヤでの空中写真撮影による登⼭活動と⼭岳科学への貢献」
- 第24回（令和4年度）：新宮⼭彦ぐるーぷ「⼤峰南奥駈道の再興と⼭⼩屋建設並びにその維持管理活動」
- 第25回（令和5年度）：原⼭智「北アルプスの形成に関する地質学的研究および⼭岳関係者への教育普及活動」